# Debreczeni Simonides Gáspár
Debreczeni Simonides Gáspár, Szinnyeinél Debreczeni Simon Gáspár (Debrecen, 1602. – 1636 után) református lelkész
Debrecenben kezdte tanulmányait, 1618-tól külföldi egyetemeken tanult (Odera-Frankfurt, Franekr, Leiden). Visszatérve Nagyváradon volt tanító, majd lelkész. 1637-ben már nem töltötte be a tisztséget, de nem ismert, hogy elhalálozott, vagy máshova távozott.
Művei:
- Gyászvers Károlyi Zsuzsanna halálára (1622)
- Üdvözlő vers Miskolci Puha Pálhoz (1625)
- Héber, görög és latin nyelvű üdvözlő vers Bethlen Gábor és Brandenburgi Katalin egybekelésére (1626)
- Két üdvözlő vers Kecskeméti N. Istvánhoz (1628.)
- Compendium Biblicum… in quo universa V. et N. Testamenti Loci… comprehenduntur. Lugd. Batav., 1628. (II. kiad. Koppenhága, 1633, III. kiad. Majnafrankfurt, 1684.).
- Uy es O Kalendarium, Christus Urunk születése után 1633. esztendőre calculaltatott. Kolozsvár. (A Prognosticon Astrologiumot is, mely külön czímlappal van, D. irta.)
- Kalendariom… Prognosticon Astrologicum… 1636. esztendőre. Debreczen. (Címlapja hiányzik.)